# 江口のりこ
江口 のりこ（えぐち のりこ、1980年〈昭和55年〉4月28日 - ）は、日本の女優。本名および旧芸名は江口 徳子（えぐち とくこ）。
兵庫県飾磨郡夢前町（現・姫路市）出身。ノックアウト（事務所）、劇団東京乾電池（劇団）所属。

## 略歴
5人兄妹（兄2人、江口と一卵性双生児の姉、妹）の4番目の次女として誕生。中学を卒業後は高校に進学せずアルバイト生活を送る。神戸市の映画館に足しげく通ううちに映画女優を志す。「劇団に入れば映画に出演できる」と考え、ファンだった岩松了がかつて所属していた劇団東京乾電池のオーディションを受ける。
1999年に研究生（13期生）となり、2000年に入団。入所式は偶然にも19歳の誕生日だった。上京した頃は所持金が2万円しかなく、すぐに住み込みの新聞配達の仕事を始めた。その頃の住居は3畳1間・風呂無しのアパートだったという。
劇団の座長である柄本明とは長年懇意にして貰ってるといい、後年の報道では柄本のファンだったから乾電池に入団したと先述の内容とは異なる内容となっている。
2002年に『金融破滅ニッポン 桃源郷の人々』にて映画デビュー。
2004年、タナダユキ監督の『月とチェリー』では主演に抜擢。
2021年4月期放送のテレビ東京『ソロ活女子のススメ』で民放の連続ドラマ初主演。

## 人物
身長170cm、血液型はO型。
特技はピアノ、中距離走。
双子（姉妹の妹）である。ほかに兄2人と妹がいる。
高校に進学せず早く社会に出たことについて「経済的にも余裕がなくて、お小遣いがなかった。中学を卒業してすぐ働けばお金もあって自分の好きなことが出来るって思ったので」とし、「兄弟も多いし、父親は定職につくということができない男だったんですよ。人に使われるのが嫌で、仕事をしてもすぐ辞めちゃう」「私も父親に似て続かないんですよ。（アルバイトは）続いても2カ月でしたね」と話しつつ「1日で辞めたやつもある」と告白した。
役者の真木よう子とは昔から仲が良いがお互いに多忙でここ1年くらい（2019年2月時点）会えていない。加えて、江口は「私は彼女のこと、とても好き。今、下手に連絡すると『どんな感じになってんのやろ？』って興味で連絡とっちゃうことになる」と語り、「『あんたが変なんやったら、もうずっとウチに泊まってたらええやん』っていうくらいの気持ちがある」と真木との関係性を説明した。
自炊派で「自分の作るごはんがいちばん好き」と語っている。
アナウンサーの安住紳一郎が好きだと公言している（理由は「自分にないものをもってるっていう憧れ」）。

## 出演

### テレビドラマ
- 火曜サスペンス劇場（日本テレビ）
  - 警部補 佃次郎12「死にいそぐ女」（2001年5月1日）
  - 6月の花嫁2005 マリーゴールド（2005年6月14日）
- ドラマスペシャル パラダイスチケット（2002年8月17日、福岡放送 / 9月12日、日本テレビ）
- スカイハイ（2003年、テレビ朝日）
- ラブ・レター（2003年6月18日、テレビ東京）
- 愛しき者へ（2003年、東海テレビ）
- 貫太ですッ!（2003年6月30日 - 9月26日、東海テレビ） - 民子 役
- WATER BOYS 第7話（2003年8月12日、フジテレビ） - 宝石店店員2 役
- 朱夏 警視庁脅迫事件（2003年8月20日、テレビ東京）
  - 水曜ミステリー9 廉恥 警視庁強行犯 樋口顕（2015年2月25日） - 石田真奈美 役
- 女子刑務所東三号棟5（2003年9月25日、TBS）
- パートタイム探偵2（2004年2月25日、テレビ東京）
- こちら本池上署シリーズ（TBS） - 東恵理香 役
  - 第3シリーズ 第9話「刑事の観察眼」（2004年3月8日）
  - 第5シリーズ 第4話「盗まれた手口」（2005年7月4日）
- ファンタズマ〜呪いの館〜 EPISODE2 前後篇（2004年7月18日・8月1日、テレビ東京） - 水沢祥子 役
- 虹のかなた 第7話（2004年8月10日、毎日放送）
- ドラゴン桜（TBS）
  - 第1シリーズ 第4回（2005年7月29日） - 暴走族のリーダー 役
  - 第2シリーズ（2021年4月25日 - 6月27日） - 龍野久美子 役[15]
- 時効警察シリーズ（テレビ朝日） - サネイエ 役
  - 時効警察（2006年1月13日 - 3月10日）
  - 帰ってきた時効警察（2007年4月13日 - 6月8日）
  - 復活スペシャル（2019年9月29日）
  - 時効警察はじめました（2019年10月11日 - 12月6日）
- 病院へ行こう!（2006年2月6日 - 3月24日、TBS）- 白石杏奈 役
- 役者魂! 第2話（2006年10月24日、フジテレビ）
- すみれの花咲く頃（2007年1月8日 NHK BShi、2007年4月1日 NHK総合） - 久保未来 役
- トリハダ〜夜ふかしのあなたにゾクッとする話を 第1話「気づいた時が恐怖の始まり」（2007年3月29日、フジテレビ）
- セクシーボイスアンドロボ 第7話「ハンバーグさん」（2007年、日本テレビ）※5月22日に放送予定だったが諸般の事情によりDVDスルーになった
- わたしが子どもだったころ 第12回「松尾スズキ」（2007年4月18日、NHK BS hi）
- 世にも奇妙な物語 秋の特別編「カウントダウン」（2007年10月2日） - 友永先生 役
- 1ポンドの福音（2008年1月12日 - 3月8日、日本テレビ） - シスターミリー 役
- アベレイジ 男子と女子の目の付け所の話（2008年3月29日、フジテレビ） - A子 役
  - アベレイジ 2（2008年10月11日）
- 週刊真木よう子 第5話「トラ トラ トラ」（2008年4月30日、テレビ東京） - リナ 役
- トンスラ 第1話（2008年10月5日、日本テレビ） - 猿島マネージャー 役
- 恋のから騒ぎ〜Love Stories V〜「金星から来た女」（2008年10月10日、日本テレビ）
- ブラッディ・マンデイ 第1話・第2話（2008年10月11日・18日、TBS） - 安田由紀子 役
- キイナ〜不可能犯罪捜査官〜 第6話（2009年2月25日、日本テレビ） - 中野直美 役
- アタシんちの男子 第1話 - 第3話（2009年4月14日 - 28日、フジテレビ） - 井上・ローズマリー・サン 役
- 月曜ゴールデン 法廷サスペンスSP(3)「量刑」（2009年5月25日、TBS） - 松本由佳 役
- 土曜プレミアム サマヨイザクラ（2009年5月30日、フジテレビ） - 筒美まり子 役
- ドラマW 人間動物園（2009年7月19日、WOWOW）
- 上野樹里と5つの鞄 第一話「ギターケースの女。」（2009年9月3日、WOWOW） - 指名手配の女 役
- 階段のうた season1（2010年10月21日 - 12月30日、TBS） - 加藤恭子 役
- 野田ともうします。シリーズ（NHKワンセグ2） - 主演・野田かず子 役
  - シーズン1（2010年10月29日 - 2011年4月8日）
  - シーズン2（2011年10月6日 - 2012年3月24日）
  - スペシャル 野田さんとメリークリスマス（2011年12月24日）
  - シーズン3（2012年10月1日 - 2013年2月18日）
- CONTROL〜犯罪心理捜査〜 第1話（2011年1月11日、フジテレビ） - みゆき 役
- 月曜ゴールデン 内部調査官・水平直の報告書（2011年1月17日、TBS） - 小堺秋子 役
- 胡桃の部屋（2011年7月26日 - 8月30日、NHK総合） - 山口リエ 役
- 金曜プレステージ 魔術はささやく（2011年9月9日、フジテレビ） - 三田敦子 役
- Strangers 6（2012年1月27日 - 5月4日、WOWOWプライム、3月26日 - 3月28日、フジテレビ）
- 100分de名著 紫式部「源氏物語」（2012年4月4日、NHK Eテレ） - 紫式部 役（再現ドラマ）
- ドラマW 向田邦子 イノセント #3 三角波（2012年4月7日、WOWOW）- 巻子の同僚 役
- ゴーイング マイ ホーム（2012年10月9日 - 12月18日、関西テレビ） - 堤千恵子 役
- てふてふ荘へようこそ（2012年10月27日 - 12月15日、NHK BSプレミアム） - 井田美月 役
- ラストホープ（2013年1月15日 - 3月26日、フジテレビ） - 今井麻衣 役
- ヴァンパイア・ヘヴン（2013年4月12日 - 7月5日、テレビ東京） - 葵 役
- 名もなき毒 第5話 - 最終話（2013年8月5日 - 9月16日、TBS） - 原田いずみ 役
- SPEC〜零〜（2013年10月23日、TBS） - 藤井先生 役
- こうのとりのゆりかご〜「赤ちゃんポスト」の6年間と救われた92の命の未来〜（2013年11月25日、TBS） - 今野みどり 役
- 明日、ママがいない 第2話（2014年1月22日、日本テレビ）- 安田美智子 役
- 連続テレビ小説 （NHK）
  - マッサン（2014年9月 - 2015年3月） - 好子 役
    - たそがれ好子〜女三人寄れば姦(かしま)しい〜（2015年5月2日） - 主演・好子 役

  - あんぱん（2025年3月31日 - ） - 朝田羽多子 役[16]
- 恋愛時代（2015年4月2日 - 6月18日、読売テレビ） - 荒巻小百合 役
- MOSAIC –CANADA-（モザイク -カナダ-）（2015年7月 - 、イマジカBS） - 篠崎美波 役
- 大河ドラマ（NHK）
  - 花燃ゆ 第28回 - 第39回（2015年7月12日 - 9月27日） - 日出 役
  - 鎌倉殿の13人 第7回 - 第13回（2022年2月20日 - 4月3日） - 亀の前 役
- コウノドリ（TBS） - 向井祥子 役
  - 第1シリーズ（2015年10月16日 - 12月18日）
  - 第2シリーズ（2017年10月13日 - 12月22日）
- AKBホラーナイト アドレナリンの夜（2016年1月28日、テレビ朝日） - ナミ 役
- ヒガンバナ〜警視庁捜査七課〜 第7話（2016年2月24日、日本テレビ） - 掛居沙保里 役
- 松本清張ドラマスペシャル 黒い樹海（2016年3月13日、テレビ朝日） - 斎藤常子 役
- 徳山大五郎を誰が殺したか?（2016年7月17日 - 10月2日、テレビ東京） - 神崎雪絵 役
- 神の舌を持つ男 第2話（2016年7月15日、TBS） - 五月女悦子 役
- 地味にスゴイ! 校閲ガール・河野悦子（2016年10月5日 - 12月7日、日本テレビ） - 藤岩りおん 役
  - 地味にスゴイ!DX 校閲ガール・河野悦子（2017年9月20日）
- 帰ってきた家売るオンナ（2017年5月26日、日本テレビ） - 道端杏 役
- ウチの夫は仕事ができない（2017年7月8日 - 9月16日、日本テレビ） - 小林みどり 役
- 黒革の手帖（2017年7月 - 9月、テレビ朝日） - 堂林京子 役
- 民衆の敵〜世の中、おかしくないですか!?〜 第2話・第3話（2017年10月30日・11月6日、フジテレビ） - 小山田香 役
- セトウツミ 第6話（2017年11月18日、テレビ東京） - 猫 役（声の出演）
- anone（2018年1月10日 - 3月21日、日本テレビ） - 青島玲 役
- 海月姫（2018年2月19日 - 3月19日、フジテレビ） - ニーシャ 役[17]
- 健康で文化的な最低限度の生活 第2話・第3話（2018年7月24日・7月31日、関西テレビ） - 日下部聡美 役
- dele 第1話（2018年7月27日、テレビ朝日） - 片山薫 役
- 恋のツキ 第9話 - 最終話（2018年9月21日 - 10月12日、テレビ東京） - 照井幸代 役
- ドロ刑 -警視庁捜査三課-（2018年10月13日 - 12月15日、日本テレビ） - 宝塚瑤子 役
- THE GOOD WIFE / グッドワイフ 第3話（2019年1月27日、TBS） - 河合映美 役
- わたし、定時で帰ります。（2019年4月16日 - 6月25日、TBS） - 王丹 役
- 潤一（2019年7月13日 - 8月17日、関西テレビ・日本映画専門チャンネル） - 千尋 役
- これは経費で落ちません!（2019年8月30日 - 9月27日、NHK） - 麻吹美華 役
- 忍べ!右左エ門 THE SKY ATTACK（2019年12月26日、NHK） - お蘭 役
- シロでもクロでもない世界で、パンダは笑う。 第5・6話（2020年2月9日・2月16日、日本テレビ） - 坂下弥生 役
- 半沢直樹 2020年版 第4話 - 最終話（2020年8月9日 - 9月27日、TBS） - 白井亜希子 役[18]
- キワドい2人-K2-池袋署刑事課 神崎・黒木（2020年9月11日 - 10月16日、TBS） - 木村ともこ 役[19]
- #リモラブ 〜普通の恋は邪道〜（2020年10月14日 - 12月23日、日本テレビ） - 富近ゆり 役[20]
- 夜の連続テレビ小説 うっちゃん（2020年12月22日・2021年2月11日・3月24日、NHK総合） - 内原百合恵 役
- その女、ジルバ（2021年1月9日 - 3月13日、東海テレビ・フジテレビ） - 浜田スミレ 役
- 俺の家の話（2021年1月22日 - 3月26日、TBS） - 長田舞 役[21]
- オリガミの魔女と博士の四角い時間「ハイヒール・ブルース」（2021年2月7日、NHK Eテレ）
- ソロ活女子のススメシリーズ（テレビ東京） - 主演・五月女恵 役[11]
  - ソロ活女子のススメ（2021年4月3日 - 6月19日）[11]
  - ソロ活女子のススメ2（2022年4月7日 - 5月26日）[22]
  - ソロ活女子のススメ3（2023年4月6日 - 6月22日）[23]
  - ソロ活女子のススメ4（2024年4月4日 - 6月20日）[24]
  - ソロ活女子のススメ5（2025年4月3日 - 6月5日）[25]
- ラブコメの掟〜こじらせ女子と年下男子〜 第10話（2021年6月10日、テレビ東京） - 五月女恵 役[26]
- 木曜劇場 SUPER RICH（2021年10月14日 - 12月23日、フジテレビ） - 主演・氷河衛 役[27]
- 悪女(わる)〜働くのがカッコ悪いなんて誰が言った?〜（2022年4月13日 - 6月15日、日本テレビ） - 峰岸雪 役[28][29]
- 先生のおとりよせ 第2話（2022年4月16日、テレビ東京） - 五月女恵 役[30]
- ブラッシュアップライフ 第9話・最終話（2023年3月5日・12日、日本テレビ） - 堀口聡子 役 [31]
- 連続ドラマW フィクサー（WOWOW） - 佐々木雪乃 役[32]
  - Season1 第3話（2023年5月7日）
  - Season2（2023年7月9日 - 8月6日）
- うちの弁護士は手がかかる（2023年10月13日 - 12月22日、フジテレビ） - 天野さくら 役[33]
- お母さんが一緒（2024年2月18日、ホームドラマチャンネル） - 主演・弥生 役[34]
- 日本テレビ開局70年スペシャルドラマ テレビ報道記者〜ニュースをつないだ女たち〜（2024年3月5日、日本テレビ） - 主演・真野二葉 役（芳根京子とダブル主演）[35]
- 万博の太陽（2024年3月24日、テレビ朝日） - 万田和世 役[36]
- 対岸の家事〜これが、私の生きる道!〜（2025年4月1日 - 6月3日、TBS） - 長野礼子 役[37]

### 配信ドラマ
- 手を握る泥棒の物語（2004年2月17日 - 2004年3月2日、casTY）
- 少女には向かない職業（2006年5月、GyaO）- 竹田朔美 役
- 白百合兄弟のハンサムな食卓（2009年11月6日 - 、QTV）- センナ 役
- しってはいけない怖い話 第4話（2010年7月20日、BeeTV）
- 続・言霊の女たち。（2011年6月3日 - 6月24日、LISMO Channel(Video)）- K子 役
- さよなら、キノコ（2012年6月15日 - 、テレ朝動画）
- ラヴコンシェル第10週 「中は？」（2013年1月28日 - 2月1日、NOTTV）
- 婚外恋愛に似たもの（2018年、dTV）- 益子昌子 役
- 夫のちんぽが入らない（2019年3月20日配信、FOD / Netflix）
- 時効警察とくべつへん（2019年10月19日 - 、ビデオパス、AbemaTV）- サネイエ 役
- 臨床犯罪学者 火村英生の推理2019「狩人の悪夢」（2019年9月29日 - 10月6日、Hulu）- 矢作萌 役
- キワドくなりたい男（2020年9月11日 - 10月16日、Paravi） - 木村ともこ 役[38]
- モモウメ（2021年9月10日 - 11月19日、Hulu） - 主演・ウメ 役
- 東京、愛だの、恋だの 第1話（2021年9月11日、Paravi） - 春岡秋子 役[39]
- 晴れたらいいね（2025年1月10日、Amazon Prime Video） - 菅野富貴子 役[40][注 1]

### ラジオドラマ
- FMシアター「ほかならぬ人へ」（2015年11月14日、NHK-FM） - 上司・東海 役[42]

### 映画
- 諫山節考（2002年、蛭子能収監督）
- 金融破滅ニッポン 桃源郷の人々（2002年9月7日、三池崇史監督）- 梅本亜希子 役
- ジョゼと虎と魚たち（2003年12月13日、犬童一心監督）- ノリコ 役
- ニワトリ（2004年、日向朝子監督）
- 油断大敵（2004年1月17日、成島出監督）- 看護婦 役
- 着信アリ（2004年1月17日、三池崇史監督）
- ドラッグストア・ガール（2004年2月7日、本木克英監督）
- 69 sixty nine（2004年7月10日、李相日監督）
- スウィングガールズ（2004年9月11日、矢口史靖監督）- 楽器店の店員 役
- イズ・エー[is A.]（2004年10月9日、藤原健一監督）
- 月とチェリー（2004年12月25日、タナダユキ監督）- 主演・真山葉月 役
- パッチギ!（2005年1月22日、井筒和幸監督）
- カナリア（2005年3月12日、塩田明彦監督）
- いぬのえいが（2005年3月19日、犬童一心監督ほか）
- イン・ザ・プール（2005年5月21日、三木聡監督）
- いつか読書する日（2005年7月2日、緒方明監督）- 萩田淑恵 役
- LOFT ロフト（2005年10月8日 釜山国際映画祭で公開、2006年9月9日 日本公開、黒沢清監督）
- 戦 IKUSA（2005年10月1日、本田隆一監督）
- 東京ゾンビ（2005年12月10日、佐藤佐吉監督）
- お姉ちゃん、弟といく（2006年製作、2010年6月16日劇場公開、吉田浩太監督）- 主演
- 雨の町（2006年3月25日、田中誠監督）- 壮太の母 役
- 闇打つ心臓 Heart beating in the dark（2006年4月8日、長崎俊一監督）- 有紀 役
- 小さき勇者たち〜ガメラ〜（2006年4月29日、田﨑竜太監督）
- 嫌われ松子の一生（2006年5月27日、中島哲也監督）
- インプリント〜ぼっけえ、きょうてえ〜（2006年5月27日、三池崇史監督）
- TWO LOVE〜二つの愛の物語〜君と歩いた道（2006年6月17日、橋本直樹監督）
- 青春☆金属バット（2006年8月26日、熊切和嘉監督）- 石岡ななみ 役
- チェリーパイ（2006年10月7日、井上春生監督）- 一木八千代 役
- ありがとう（2006年11月25日、万田邦敏監督）
- 因幡の白うさぎ（2006年12月9日、李相國監督）
- 気球クラブ、その後（2006年12月23日、園子温監督）
- 赤い文化住宅の初子（2007年5月12日、タナダユキ監督）
- 歌謡曲だよ、人生は 第9話 「逢いたくて逢いたくて」（2007年5月12日、矢口史靖監督） ‐ 木村啓子 役
- 恋するマドリ（2007年8月18日、大九明子監督）- マイ 役
- ボーイ・ミーツ・プサン（2007年9月22日、武正晴監督）- ヨーコ 役
- 観察 永遠に君を見つめて（2007年11月10日、横井健司監督）- 椎名美咲 役
- Little DJ〜小さな恋の物語（2007年12月15日、永田琴監督）- 養護教師 役
- 二重心臓（2008年、秋原正俊監督）
- 銀色のシーズン（2008年1月12日、羽住英一郎監督）
- 全然大丈夫（2008年1月26日、藤田容介監督）-「デラックリン」社員・梅沢 役
- 砂の影（2008年2月2日、甲斐田祐輔監督） - 主演・ユキエ 役
- 伊藤の話（2008年4月26日、秋原正俊監督）
- 世界で一番美しい夜（2008年5月24日、天願大介監督）- テレサ 役
- 築地魚河岸三代目（2008年6月7日、松原信吾監督）- エリ 役
- ぐるりのこと。（2008年6月7日、橋口亮輔監督）- 隣人 役
- 直下型の女（2008年7月、タテナイケンタ監督）
- 百万円と苦虫女（2008年7月19日、タナダユキ監督）- 浅野弥生 役
- たみおのしあわせ（2008年7月19日、岩松了監督）
- グーグーだって猫である（2008年9月6日、犬童一心監督）- 高梨 役
- イキガミ（2008年9月27日、瀧本智行監督）- 看護師 役
- ハッピーフライト（2008年11月15日、矢口史靖監督）- 水野頼子 役
- アフロにした、暁には（2009年、藤村享平監督）
- 旅立ち〜足寄より〜（2009年1月24日、今井和久監督）- STVの番組スタッフ 役
- 帰郷プレスリー（2009年2月21日、柄本佑監督）
- フィッシュストーリー（2009年3月20日、中村義洋監督）- 波子 役
- インスタント沼（2009年5月23日、三木聡監督）- スタイリスト・蒲田 役
- 非女子図鑑「混浴heaven」（2009年5月30日、オースミユーカ監督）- 主演
- いけちゃんとぼく（2009年6月20日、大岡俊彦監督）- 友人 役
- 私は猫ストーカー（2009年7月4日、鈴木卓爾監督）- 真由子 役
- なくもんか（2009年11月14日、水田伸生監督）
- カラスコライダー（2009年11月14日、寺内康太郎監督）
- THE DEPTHS（2010年、濱口竜介監督）
- ユリ子のアロマ（2010年5月8日、吉田浩太監督）- 主演・ユリ子 役
- 信さん・炭坑町のセレナーデ （2010年5月15日、平山秀幸監督）- 大浦寿美子 役
- ラムネ（2010年5月29日、篠原哲雄監督）
- おのぼり物語（2010年7月17日、毛利安孝監督）- 不動産屋 役
- 明日やること ゴミ出し 愛想笑い 恋愛。（2010年8月1日　上杉竜太監督）- 小谷美紀 役
- ラブコメ（2010年9月25日、平川雄一朗監督）- アニメ番組プロデューサー 役
- ヘヴンズ ストーリー（2010年10月2日、瀬々敬久監督）- カナ 役
- 君へのメロディー（2010年10月9日、横井健司監督）- 梅島先生 役
- 脇役物語（2010年10月23日、緒方篤監督）- ウェイトレス 役
- 洋菓子店コアンドル（2011年2月11日、深川栄洋監督）- 佐藤マリコ 役
- アントキノイノチ（2011年8月18日、瀬々敬久監督）- 少女の母親 役
- 僕たちは世界を変えることができない。（2011年9月23日、深作健太監督）- 篠崎奈緒 役
- 蜘蛛の糸（2011年9月24日、秋原正俊監督）- 救世観音菩薩 役
- ヘルタースケルター （2012年7月14日、蜷川実花監督）
- EDEN (2012年11月17日、武正晴監督) - 金姉 役
- SADO TEMPEST（2013年2月16日、ジョン・ウィリアムズ監督） - ミランダ 役
- 横道世之介（2013年2月23日、沖田修一監督）- 小暮京子 役
- 戦争と一人の女（2013年4月27日、井上淳一監督、寺脇研プロデュース）- 主演・女 役
- マダム・マーマレードの異常な謎 出題編 短編映画「やまわろわ」（2013年10月25日、中村義洋監督）
- 赤の女王　牛る馬猪ふ（ゴルバチョフ）（2014年12月27日、天願大介監督）
- ソロモンの偽証 前篇・事件 / 後篇・裁判（2015年3月7日・4月11日、成島出監督） - 大出佐知子 役
- 彼らが本気で編むときは、（2017年2月25日、荻上直子監督） - 金井 役
- PとJK （2017年3月25日、廣木隆一監督）
- いぬむこいり（2017年5月13日、片嶋一貴監督） - レイコ 役
- 奥田民生になりたいボーイと出会う男すべて狂わせるガール（2017年9月16日、大根仁監督）
- あさひなぐ（2017年9月22日、英勉監督） - 寿慶 役
- 最低。（2017年11月25日、紗倉まな原作、瀬々敬久監督） - 美沙 役
- 愛がなんだ（2019年4月19日、今泉力哉監督） - すみれ 役
- くらやみ祭の小川さん（2019年10月25日、浅野晋康監督）
- 羊とオオカミの恋と殺人（2019年11月29日、裸村原作、朝倉加葉子監督） - 延命寺玲奈 役[43]
- スマホを落としただけなのに 囚われの殺人鬼（2020年2月21日、志駕晃原作、中田秀夫監督）- 荒木寛子 役
- 仮面病棟（2020年3月6日、知念実希人原作、木村ひさし監督） - 東野良子 役[44]
- 君が世界のはじまり（2020年7月31日、ふくだももこ監督） - 楓 役
- 事故物件 恐い間取り（2020年8月28日、中田秀夫監督） - 横水 役
- ソワレ（2020年8月28日、外山文治監督） - 瀬山晶子 役
- ツユクサ（2022年4月29日、平山秀幸監督）- 菊地妙子 役
- 川っぺりムコリッタ（2022年9月16日、荻上直子監督）- 中島 役
- 波紋（2023年5月26日、荻上直子監督） - 小笠原ひとみ 役[45]
- “それ”がいる森（2022年9月30日、中田秀夫監督) - 赤井爽子 役[46]
- BAD LANDS バッド・ランズ（2023年9月29日、原田眞人監督） - 日野 役[47]
- アンダーカレント（2023年10月6日、今泉力哉監督） - 菅野よう子 役[48]
- あまろっく（2024年4月19日、中村和宏監督） - 主演・近松優子 役（中条あやみとのダブル主演）[49][50]
- お母さんが一緒（2024年7月12日、橋口亮輔監督） - 主演・弥生 役[51]
- もしも徳川家康が総理大臣になったら（2024年7月26日、武内英樹監督） - 北条政子 役[52]
- ブルーピリオド（2024年8月9日、萩原健太郎監督） - 大葉真由 役[53]
- 愛に乱暴（2024年8月30日、森ガキ侑大監督） - 主演・初瀬桃子 役[54][55]
- 35年目のラブレター（2025年3月7日、塚本連平監督） - 西畑佐和子 役[56]
- 少年と犬（2025年3月20日、瀬々敬久監督） - 前田 役[57][58]
- 劇場版TOKYO MER〜走る緊急救命室〜南海ミッション（2025年8月1日、松木彩監督） - 牧志秀実 役[59]

### 舞台
- 劇団東京乾電池
  - リチウム公演「パック探偵団」（2001年10月30日 - 11月4日、作・演出：ヘンリー・ヤマト六世 / 下北沢OFF・OFFシアター）
  - 本公演「夏の夜の夢」（2001年12月27日 - 2002年1月9日、作：W・シェイクスピア、演出：柄本 明 / 下北沢ザ・スズナリ）
  - 本公演「授業」（作：ウジェーヌ・イヨネスコ、演出：柄本 明）
  - 本公演「長屋紳士録」（2005年4月3日 - 26日、原作：小津安二郎、演出：柄本明 / 下北沢・ザ・スズナリほか）
  - 劇団東京乾電池祭り 創立30周年記念公演「長屋紳士録」「夏の夜の夢」（2006年4月23日、演出：柄本明 / 下北沢・ザ・スズナリ）
  - 本公演「コーヒー入門」（2008年4月24日 - 5月6日、作：加藤一浩、演出：柄本明 / 下北沢 ザ・スズナリ）
  - 月末劇場「受付」（2008年6月27日 - 29日、作：別役実 / 新宿ゴールデン街劇場）
  - 本公演 白州版「夏の夜の夢」（2008年8月12日、作：W・シェイクスピア、演出：柄本 明 / ダンス白州）
  - 本公演「秘密の花園」（2009年1月6日 - 18日、作：唐十郎、演出：角替和枝 / 下北沢ザ・スズナリ）
  - 本公演「そして誰もいなくなった」（2011年8月19日 - 21日、作：別役実、演出：血野滉修 / 下北沢駅前劇場）
  - 本公演「愛とその他」（2013年5月3日 - 6日、作：加藤一浩、演出：柄本明 / アトリエ乾電池）
  - 本公演「夏の夜の夢」（2013年6月13日 - 16日、8月20日 - 26日、作：W・シェイクスピア、演出：柄本明 / アトリエ乾電池、浅草・雷5656会館）
  - 本公演「夏の夜の夢」（2015年7月31日・8月1日、作：W・シェイクスピア、演出：柄本明 / 沖縄りっかりっかフェスタ）
  - 本公演「授業」（2015年9月1日 - 4日、作：イヨネスコ、演出：柄本明 / アトリエ乾電池）
  - 創立40周年プラス1公演「夏の夜の夢」（2017年4月15日、作：W・シェイクスピア、演出:柄本明 / 明治座）
  - 本公演「飛んで孫悟空」（2019年1月11日 - 20日、作：別役実、演出：柄本明 / 下北沢 ザ・スズナリ）
  - 本公演「寿歌」（2019年10月24日 - 27日、作：北村想、演出：柄本明 / アトリエ乾電池）
- イット・ランズ・イン・ザ・ファミリー パパと呼ばないで！（2004年7月8日 - 8月8日、作：レイ・クーニー、演出：山田和也 / ル テアトル銀座）
- 私たちがたがいをなにも知らなかった時（作：ペーター ハントケ、演出：山元清多）
- えっと、おいらは誰だっけ？（2007年1月24日 - 2月8日、作：レイ・クーニー、演出：綾田俊樹 / 青山円形劇場ほか）
- 劇団、本谷有希子 第13回公演「偏路」（2007年12月14日 - 23日、演出:本谷有希子 / 紀伊國屋ホール）
- ゼブラ（2009年6月9日 - 29日、作・演出：田村孝裕 / シアタークリエ）
- ネジと紙幣 based on 女殺油地獄（2009年9月17日 - 27日、作・演出：倉持 裕 / 天王洲 銀河劇場）
- 裏切りの街（2010年5月7日 - 6月8日、作・演出：三浦大輔 / PARCO劇場ほか）
- シダの群れ（2010年9月5日 - 10月11日、作・演出：岩松了 / Bunkamuraシアターコクーンほか）
- 葛河思潮社 第一回公演「浮標」（2011年1月17日 - 2月13日、作：三好十郎、演出：長塚圭史 / KAAT神奈川芸術劇場ほか）[60]
- あゝ、荒野（2011年10月29日 - 12月2日、原作：寺山修司、演出：蜷川幸雄 / 彩の国さいたま芸術劇場・青山劇場）
- ピカレスク・ホテル「男か女か」（2011年12月13日 - 18日、作・演出：中津留章仁 / 赤坂レッドシアター）
- 南部高速道路（2012年6月4日 - 24日、原作：フリオ・コルタサル、演出：長塚圭史 / シアタートラム）
- 葛河思潮社 第三回公演「冒した者」（2013年9月5日 - 10月12日、演出：長塚圭史 / KAAT神奈川芸術劇場ほか）
- マクベス Macbeth（2013年12月8日 - 29日、作：W・シェイクスピア、演出：長塚圭史 / Bunkamuraシアターコクーン）
- 9days Queen ～九日間の女王～（2014年2月26日 - 3月16日 、脚本：青木豪、演出：白井晃 / 赤坂ACTシアター）
- 殺風景（2014年5月3日 - 25日 、作・演出：赤堀雅秋 / Bunkamuraシアターコクーン）
- シス・カンパニー公演「鼬」（2014年12月1日 - 28日 、演出：長塚圭史 / 世田谷パブリックシアター）
- 夢の劇 -ドリーム・プレイ-（2016年4月12日 - 30日、演出：白井晃 / KAAT神奈川芸術劇場）
- ビニールの城（2016年8月6日 - 29日、作：唐十郎、演出：金守珍、監修：蜷川幸雄 / Bunkamuraシアターコクーン）
- 二兎社公演41「ザ・空気」（2017年1月15日 - 3月20日、演出：永井愛 / 東京芸術劇場 シアターイースト 他全国） - 丹下百代 役[61]
- 新ロイヤル大衆舎「王将」（2017年4月27日 - 5月14日、作：北条秀司、演出：長塚圭史 / 小劇場 楽園）
- トロイ戦争は起こらない（2017年10月5日 - 22日、演出：栗山民也 / 新国立劇場 中劇場） - カッサンドル 役[62]
- そして僕は途方に暮れる（2018年3月6日 - 4月1日、作・演出：三浦大輔  / Bunkamuraシアターコクーン）
- 「唐版 風の又三郎」（2019年2月8日 - 3月3日、作：唐十郎、演出：金守珍 / Bunkamuraシアターコクーン）- 桃子 役
- 奇跡の人（2019年4月13日 - 29日、作：ウィリアム・ギブソン、訳：常田景子、演出：森新太郎 / 東京芸術劇場プレイハウス） - ケイト・ケラー 役[63]
- コムレイドプロデュース「神の子」（2019年12月15日 - 2020年1月26日、作・演出：赤堀雅秋 / 本多劇場ほか全国公演）
- 新ロイヤル大衆舎×KAAT「王将」（2021年5月15日 - 6月6日、演出：長塚圭史 / KAAT神奈川芸術劇場）
- Home,I'm Darling～愛しのマイホーム～（2021年10月-11月、演出：白井晃）[64]
- いきなり本読み！ RPG演劇「エンド・オブ・ワールド」（2021年12月22日、作・演出：岩井秀人 / 東京国際フォーラム・ホールC）
- お勢、断行（2022年5月 - 6月、作・演出：倉持裕 / 世田谷パブリックシアター) - 女中 役
- ミュージカル 夜の女たち（2022年、演出：長塚圭史）- 主演・大和田房子 役[65]
- COCOON PRODUCTION 2023「パラサイト」（2023年6月5日 - 7月17日、演出：鄭義信 / THEATER MILANO-Za 他） - 金田美妃 役[66]
- PARCO PRODUCE 2024「リア王」（2024年3月8日 - 5月2日、作：W・シェイクスピア、訳：松岡和子、演出：ショーン・ホームズ / 東京芸術劇場プレイハウスほか） - ゴネリル 役[67][68]
- PARCO PRODUCE 2024「ワタシタチはモノガタリ」（2024年9月8日 - 30日、作：横山拓也、演出：小山ゆうな / PARCO劇場） - 肘森富子 役[69]
- パルコ・プロデュース 2025「星の降る時」（2025年5月10日 - 6月29日、作：べス・スティール、演出：栗山民也 / PARCO劇場ほか）[70]
- また本日も休診〜山医者のうた〜（2025年10月11日 - 11月22日、作：見川鯛山、演出：田村孝裕 / 博多座 他）[71][72]

### Vシネマ等
- メール in the site（2004年8月6日発売、KBS・インターフィルム）
- 「岸和田少年愚連隊 ゴーイングマイウェイ」（2004年8月27日発売、松竹ホームビデオ）
- CLIMAXドラマ「3軒目の記憶」（2009年7月24日発売、アミューズソフト）- 主演

### ドキュメンタリー
- 最後の講義「俳優　柄本明」（2022年8月20日、NHK BS1）- 語り[73]

### バラエティ番組
- LIFE!〜人生に捧げるコント〜（NHK総合） - 準レギュラー
- ぴったんこカン・カン（2019年10月18日 - 2021年9月、TBS） - パネラー（不定期出演）
- あさイチ「プレミアムトーク　江口のりこ▽今日はたくさん話します！」（2022年7月29日、NHK総合）- ゲスト
- 鶴瓶の家族に乾杯（山形県上山市）（2023年9月25日、10月2日 NHK総合）- ゲスト

### CM
- ロート製薬 ロートADプリミアム乳液（2000年）
- ソニー PlayStation 「“iモードといっしょ”」（2001年）
- NTT タウンページ（2002年）
- J-PHONE（2003年）
- 金鳥 水性コックローチ（2005年 - 2009年）
- 麒麟麦酒 キリン一番搾り - 佐藤浩市と共演（2005年）
- 第一三共ヘルスケア システィナC（2006年）
- 大塚食品 野菜の戦士（2007年 - 2008年）
- 第一三共ヘルスケア（2009年）
- 鶴弥（2009年）
- マイランド（2011年）
- ジャパンゲートウェイ メルサボン（2012年 - ）
- トラベルjp ホテル最安値「マイは4才」篇（2015年6月）
- 住友生命「ドックで1UP 本人の証言」篇「その時、 バイタリティ（ドック）本人の証言」篇 - 永山瑛太と共演（2018年）
- 江崎グリコ プリッツ「わたし時間にどっプリ。」（2019年4月 - 、WEB）
- ユーキャン「近所の青年」篇（2020年1月 - ）
- 明治 明治プロビオヨーグルトR-1 "体調一番地"シリーズ（2020年11月26日 - ） - 定食屋の女将さん 役
  - 「体調一番地デビュー」篇、「ここは体調一番地」篇（2020年11月26日 - ） - さだまさし、飯尾和樹、林遣都と共演[74]
- ダイハツ工業 ミライース（2020年12月 - ）
- 三井住友カード「みんな同じだった」篇（2021年2月） - 合理的な人 友部 役[75]
- 日清食品冷凍 日清もちっと生パスタ「こども相談室」篇（2021年3月25日 - ）[76]
- 花王
  - ビオレu ザ ボディ 泡タイプボディウォッシュ モイスチャースムース（2023年10月1日 - ） - 田中圭と共演[77]
  - ビオレu ザ ボディ 泡タイプボディウォッシュ ディープクリア（2024年4月12日 - ）[78]
- BOAT RACE振興会 ボートレース だれもが躍動するスポーツ（2024年1月 - ）
  - 2024年版は中村獅童・神尾楓珠・藤森慎吾・山之内すず・矢吹奈子と共演[79]
  - 2025年版は神尾楓珠・中村獅童・笹野高史・矢吹奈子・前田旺志郎と共演[80]
    - 6月より、朝里升尋とも共演[注 2]

### PV出演
- 矢井田瞳 「マーブル色の日」（2004年、行定勲 監督）
- 浜田省吾 PV＆ショートムービー「Thank You」（2005年、橋本直樹 監督）
- スネオヘアー「伝えてよ」（2007年、大九明子 監督）
- 木村拓哉「OFF THE RIP」（2022年）

### Web
- 江口のりこ インタビュー（2008年11月19日、モッテコ書店）

## 受賞歴

### 映画（受賞歴）
2006年度
- 第2回 シネアスト・オーガニゼーション・大阪エキシビション(CO2)女優賞／『お姉ちゃん、弟といく』

2020年度
- 第44回日本アカデミー賞 優秀助演女優賞（『事故物件 恐い間取り』）[6]

2021年度
- エランドール賞 「新人賞（TVガイド賞）」[82]

2024年度
- 第34回日本映画プロフェッショナル大賞 主演女優賞（『愛に乱暴』） [83]

### 演劇（受賞歴）
2024年度
- 芸術選奨新人賞（『ワタシタチはモノガタリ』『リア王』）[84]